# Stálý mezinárodní výbor míru

Logo Stálého mezinárodního výboru míru

Stálý mezinárodní výbor míru (Bureau International Permanent de la Paix) je nejstarší mezinárodní mírová organizace. Byla založena v roce 1891 a v roce 1910 získala Nobelovu cenu míru.
Byla založena pod názvem Bureau international permanent de la paix. Od roku 1912 nese jméno International Peace Bureau. V letech 1946–1961 ji svět znal pod označením Mezinárodní komise organizace pro mír (Comité de liaison international des organisations de paix – CLIOP).